# Element ROSE

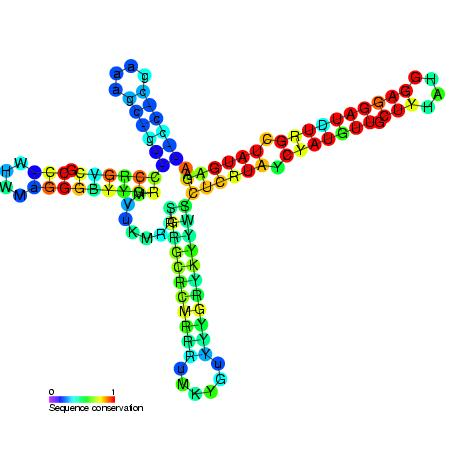
Przewidywana struktura drugorzędowa ROSE. Zaznaczono, jak bardzo konserwatywne są poszczególne nukleotydy tej sekwencji. Ramię po prawej nosi nazwę miniROSE, a jego fragment zakończony pętlą – mikroROSE; widoczne jest w nim „wybrzuszone G”

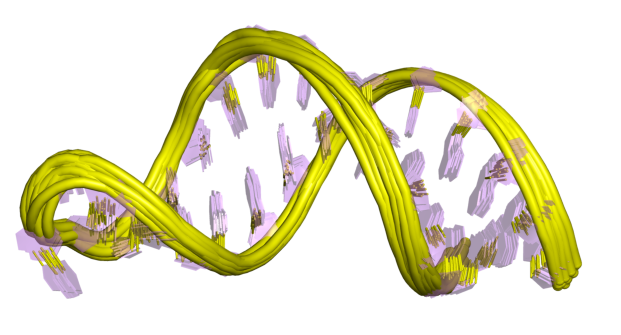
Trójwymiarowa rekonstrukcja motywu mikroROSE na podstawie NMR

ROSE (z ang. repression of heat shock gene expression element) – region cząsteczki mRNA kodującego pewne białka szoku cieplnego, znajdujący się w 5' UTR. ROSE stanowi termometr RNA, który w sposób negatywny reguluje ekspresję genu związanego z szokiem cieplnym. Uważa się, że jego struktura drugorzędowa zmienia się w zależności od temperatury, jak w przypadku innych termometrów RNA. Wytwarza strukturę blokującą dostęp do sekwencji Shine-Dalgarno (miejsca przyłączającego rybosom) w zwykłych temperaturach. Jednakże podczas szoku cieplnego zmiana struktury uwalnia miejsce, do którego przyłącza się rybosom, co umożliwia ekspresję.
Strukturę ROSE ustalono częściowo za pomocą spektroskopii NMR.

## ROSE1i ROSEAT2
Wymienia się 2 przykłady ROSE: ROSE1 i ROSEAT2. ROSE1 występuje w Bradyrhizobium japonicum, podczas gdy ROSEAT2 wykazuje bliskie pokrewieństwo w stosunku do fragmentu RNA z Agrobacterium tumefaciens. Obydwa elementy RNA łączy podobna struktura drugorzędowa, przy czym ROSE1 cechuje się dodatkowym motywem spinki do włosów. Na 3'-końcu znajduje się ramię IV, tzw. miniROSE. Znajduje się w nim charakterystyczne tak zwane bulged G („wybrzuszone G”) naprzeciwko miejsca wiążącego sekwencji Shine-Dalgarno. Bez tego nukleotydu termometr RNA traci swą wrażliwość na zmiany temperatury.

## IpbA
Ekspresja białka szoku cieplnego wśród gatunków bakterii z rodzaju Pseudomonas także podlega kontroli przez termometr RNA typu ROSE, jednak składający się tylko z dwóch motywów spinki do włosów. Hamuje on translację IpbA w niskich temperaturach, a umożliwia ją, gdy temperatura się zwiększy.